# 마하나꼰
마하나꼰(태국어: มหานคร, 영어: MahaNakhon)은 태국 방콕의 초고층 건물이다. 대중문화의 영화 저스티스 리그에 나온다.

## 같이 보기
- 마천루 목록
- 태국의 마천루 목록